# Muggia
Muggia (eslovè Milje) és un municipi italià, dins de la província de Trieste. El topònim vènet (mancat d'oficialitat) és Muja; en furlà es coneix com a Mugle. L'any 2007 tenia 13.409 habitants. Limita amb els municipis de Koper (Eslovènia), San Dorligo della Valle (Dolina) i Trieste.
Comprèn les fraccions d'Aquilinia (Žavlje), Belpoggio (Beloglav), Chiampore, Farnei, Lazzaretto-San Bartolomeo (Sveti Jernej), Rabuiese, Santa Barbara (Korošci), Vignano (Vinjan) i Zindis.

## Situació lingüística
La llengua autòctona hi fou històricament el furlà, substituït pel vènet a cavall dels segles xviii i xix. Ha comptat i compta amb minoria eslovena.
| Pertinença lingüística (cens 2001) | 95,30% italià |
| Pertinença lingüística (cens 2001) | 4,70% eslovè  |

Caldria escatir quin percentatge dels que es declaren italòfons són pròpiament bilingües en vènet i italià, atès que l'Estat italià no reconeix la lingüicitat del vènet, considerat oficialment un dialecte de la llengua italiana.

## Administració
| Període | Identitat      | Partit        |
| ------- | -------------- | ------------- |
| 2004-   | Nerio Nesladek | Llista cívica |

## Personatges il·lustres
- Vittorio Vidali, polític
- Dario Hubner, futbolista